# Frecuencia del alelo menos común
En genética, la frecuencia del alelo menos común, abreviada MAF (en inglés: minor allele frequency), se define como la frecuencia del alelo menos común en un determinado locus, dentro de una población.  También puede definirse como la frecuencia del segundo alelo más frecuente, en el caso de tener dos o más alelos para ese locus concreto. Es una cualidad utilizada para estudiar la variación genética, ya que nos proporciona información para diferenciar entre variantes frecuentes y raras en la población. Por ello se constituye como un dato fundamental en estudios de genética poblacional.

## Interpretación
Para ver como se interpreta este dato se muestra un ejemplo:
1. Accedemos a la base de datos de  SNP
2. Introducimos la referencia de un SNP específico por ejemplo refSNP: rs11591147 veremos que aparecen diferentes datos. Entre estos datos aparece lo que denomina como MAF/MinorAlleleCount: T=0.0064/32
3. ¿Cómo se interpreta esta información?. 

- T es el alelo menos frecuente en ese locus.
- 0.0064 es la frecuencia del alelo T (MAF). 0.6 % en los datos procedentes de la base de datos del Proyecto 1000 genomas.
- 32 hace referencia al número de veces que se ha observado ese alelo en la población de estudio.